# 超音波流速計

ADCP（側面）

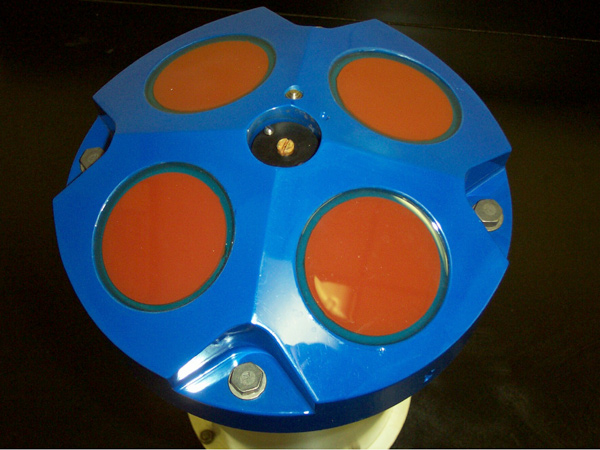
4つのトランスデューサを持つADCPの上部

超音波流速計（ちょうおんぱりゅうそくけい、英語: acoustic doppler current profiler、略称：ADCP、ADP）は、超音波のドップラー効果を利用した非接触型流速計の一つである。海流や潮流、河流の計測に使われている。発信された音波が水中の浮遊懸濁物で反射し、戻ってくる音に周波数の変化（ドップラーシフト）が生じ、それが流速に比例していることを利用して、層流速を測定するものである。超音波ドップラー流速プロファイラ、超音波式流速プロファイラなどとも呼ばれる。